# 셀빅
셀빅(CellVic)은 대한민국에서 생산했던 PDA의 일종이며, jTel에서 개발하였다. 후일 코오롱이 인수한 후 Cellvic으로 개명되었다.
jTel은 팜 파일럿을 벤치마크하여 한국 내 환경에 맞게 자체 O/S를 제작해 한국 내 최초의 PDA OS로서 의의를 가졌다.
jTel은 1년에 4회의 애플리케이션 공모전을 통하여 애플리케이션 확보에 박차를 기했으며, 개인개발자에 대한 지원과 이에 힘입은 개인개발자들의 노력으로 다수의 애플리케이션을 확보하였다. 또한 커뮤니티를 중심으로 활발한 토론과 애플리케이션 개발에 관한 논의가 진행되었으며, 대표적인 커뮤니티로는 CoolView(후에 상표등록 문제로 셀북으로 개명됨) 제작자인 연승훈씨가 운영하는 kcug.net(현재 운영중단)을 들 수 있다.
셀빅은 팜 파일럿에 비하여 대한민국 기업의 제품인만큼 한글 지원은 원활하였다. 세계 최소, 최경량 PDA인 CellVic i부터 휴대폰과 카메라 모듈탑재가 가능한 CellVic XG, 더 발전된 형태로서 스마트 폰 mycube까지 다양한 제품을 만들었으나, 코오롱으로 경영권이 넘어간 이후 PocketPC를 탑재한 스마트폰의 경쟁에서 뒤쳐지면서 끝내 2004년부터 더 이상 후속 지원을 중단하였다.